# Contención de recursos
En informática, se llama contención de recursos (del inglés resource contention) a un conflicto en el acceso a un recurso compartido como RAM, unidad de disco, caché de CPU, un bus interno o un dispositivo de red.
Una de las funciones básicas de un sistema operativo es precisamente la resolución de los problemas de contención de recursos. Se emplean para ello varios mecanismos de bajo nivel, como cerrojos, semáforos, algoritmos mutex y colas.
Un error al resolver de forma adecuada un problema de contención de recursos puede resultar en varios tipos de fallos, incluyendo el bloqueo mutuo y la hiperpaginación.